# José Carbajal
José María Carbajal Pruzzo (Juan Lacaze, Colonia, 8 de diciembre de 1943 - Villa Argentina, Canelones, 21 de octubre de 2010), conocido como El Sabalero, fue un cantante, compositor y guitarrista uruguayo, autor e intérprete de varias canciones exitosas como Chiquillada, A mi gente y La Sencillita.

## Biografía

### Infancia
Realizó sus estudios primarios en la Escuela Industrial Don Bosco de Puerto Sauce y un año de la escuela secundaria en el liceo público, abandonándolo para comenzar a trabajar de obrero en las fábricas textiles asentadas en su pueblo natal. Completó de noche los estudios secundarios en un liceo nocturno libre, organizado por él y otros obreros.

### Comienzos artísticos

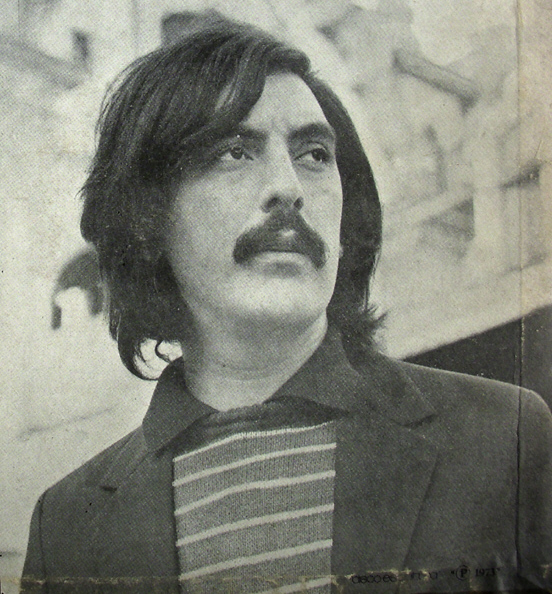
El Sabalero en el año 1973.

En 1967 migró a Montevideo y empezó a actuar en peñas folclóricas cantando sus composiciones. Ese año tuvo la oportunidad de editar su primer fonograma para el sello Orfeo, en el cual contó con la guitarra del también coloniense Roberto Cabrera.
Este disco integrado por cuatro chamarritas, pasó prácticamente desapercibido, y dos años más tarde, en 1969 grabó su primer LP, titulado "Canto popular".
Prologado por la poetisa Idea Vilariño, y con el apoyo instrumental de Yamandú Palacios y Roberto Cabrera, este disco tuvo un notable éxito en Uruguay y América Latina. En el mismo se incluyeron algunos de los temas más emblemáticos del artista, como "Chiquillada", "La sencillita" y "A mi gente".

### Exilio
En la década del '70 alcanzó fama en toda América Latina a través del tema Chiquillada, que también fue interpretado por los cantantes argentinos Leonardo Favio y Jorge Cafrune.
Entre 1970 y 1973 vivió en Buenos Aires, y posteriormente viaja a España contratado para trabajar en peñas. Allí es expulsado por el franquismo y posteriormente se estableció definitivamente en Holanda.
En 1998 Soledad Pastorutti grabó su candombe A mi gente lo cual aumentó la popularidad de la cual gozaba esa canción. Su disco La Casa Encantada es material de estudio en las escuelas primarias de Uruguay.

### Muerte
En la madrugada del 21 de octubre de 2010, falleció en su casa de Villa Argentina (departamento de Canelones) a causa de un paro cardíaco.

## Discografía

### Long Plays
- Canto popular (Orfeo ULP 90518. 1969)
- Bien de pueblo (Orfeo ULP 90536. 1969)
- Canto popular (Ed. Argentina con temas diferentes al disco de 1969. Odeón LDB-198. 1970)
- Chiquillada (Emi. Argentina. 1970)
- Octubre (Orfeo ULP 90545. 1970)
- Abre tu puerta vecino y saca al camino tu vino y tu pan (CBS Columbia 9120. Argentina. 1972)
- Pelusa (Microfón I-401. Argentina. 1973)
- Volveremos (KKLA. Francia. 1975)
- Colmeneras (KKLA. Holanda. 1978)
- La flota (Sondor 44318. 1983)
- La muerte (Orfeo SULP 90743. 1984)
- Angelitos (Orfeo SCO 90767. 1984)
- Angelitos vol. II (Orfeo SULP 90768. 1985)
- Entre putas y ladrones (letras de Higinio Mena. Orfeo 91070-4. 1990)
- Viento en popa (Orfeo 91209-4. 1993)
- La casa encantada (Orfeo CDO 053-2. 1995)
- Cuentamusa (Orfeo CDO 097-2. 1995)
- Noche de rondas (Bizarro Records 2334-2. 2000)
- Re-percusión / el 14 (Obligado Records RL 2626-2. 2002)
- Me vuela el corazón (Obligado Records RL 2858-2. 2003)
- La viuda (letras de Higinio Mena. Aperiá Records. 2006)

### EP y Simples
- Sabalero (Orfeo 333-3556. 1967)
- Navidad y rejas / No te vayas nunca, compañera (1972)
- ¿Dónde están? (compartido con Los Olimareños. Barry's Record 0072. Holanda. 1979)

### Reediciones y recopilaciones
- Abre tu puerta vecino y saca al camino tu vino y tu pan (CBS Columbia 59.120. 1977)
- Chiquillada (Sondor 84207. 1981)
- Chiquillada (RCA. 1984)
- Lo mejor del Sabalero (Sondor. 1985)
- Antología (Orfeo. 1987)
- Grandes éxitos (Sondor 6.731-2. 1991)
- Entre putas y ladrones / El viejo (Orfeo CDO 014-2. 1992)
- Angelitos (contiene lo volúmenes I y II de "Angelitos". Orfeo CDO 022-2)
- La flota (Sondor 4.318-2. 1998)
- El Sabalero y sus canciones (La República. Serie Grandes del Canto Popular Vol II 2494-2. 2001)
- Re-percusión / el 14 (editado en Argentina. 2004)
- Canto popular (Orfeo / Emi / Bizarro Records 7243 8 59538 2 8. 2004)
- Abre tu puerta vecino y saca al camino tu vino y tu pan (Ayuí / Tacuabé a/e365cd. 2011)
- La viuda (Ayuí / Tacuabé a/e373cd. 2012)

## En la cultura popular
En la canción "Nuncapasanada", de la banda uruguaya El Cuarteto de Nos, en cierto momento de la canción, se hace referencia al cantante: "Al poco tiempo yo decía que era El verdadero Sabalero".